# موريلو فيريرا
موريلو فيريرا (بالإيطالية: Murilo Ferreira)‏ هو لاعب كرة الصالات ‏ ولاعب كرة قدم إيطالي وبرازيلي، ولد في 10 مارس 1989 في ساو باولو في البرازيل. شارك مع منتخب إيطاليا لكرة القدم داخل الصالات. أما مع النوادي، فقد لعب مع Acqua e Sapone Calcio a 5 ‏.

## وصلات خارجية
- موريلو فيريرا على موقع الاتحاد الأوربي (الإنجليزية)